# Frances Negrón-Muntaner
Frances Negrón-Muntaner (n. 1966) es una galardonada cineasta, escritora e investigadora puertorriqueña. Su trabajo abarca varios campos, incluyendo el cine, la literatura, la crítica cultural, y la política. Es profesora asociada de inglés y literatura comparada y directora del Centro para el Estudio de la Etnicidad y Raza en la Universidad de Columbia en Nueva York. Es una de las más conocidas artistas lesbianas de Puerto Rico en los Estados Unidos.

## Vida y Educación
Negrón-Muntaner nació en San Juan, Puerto Rico en una familia de profesores universitarios: sus padres enseñan en la Universidad de Puerto Rico, Recinto de Río Piedras. Su abuelo le animó a estudiar cine cuando era niña. Obtuvo una licenciatura en sociología en la Universidad de Puerto Rico (1986), y luego una maestría en cine y antropología en la Universidad de Temple, Filadelfia (1991, 1994), y un doctorado en Literatura Comparada por la Universidad Rutgers, Nuevo Brunswick (2000).

## Películas
Desde finales de los 1980, Negrón-Muntaner ha estado explorando cuestiones de la sexualidad, el colonialismo, el nacionalismo, y la migración en Puerto Rico y en las comunidades latinas de la diáspora. En 1989, codirigió SIDA en el Barrio: Eso no me pasa a mí, un documental educativo sobre la situación de la comunidad puertorriqueña en Filadelfia y sus respuestas a la crisis del VIH / sida. En 1994, lanzó Brincando el charco: Retrato de una puertorriqueña (Bienal del Museo Whitney de 1995, ganador del Premio del Público en el San Juan Cinemafest de 1995 y selección al Mérito del Festival de Cine en el congreso de la Asociación de Estudios Latinoamericanos de 1995). Esta fue la primera película puertorriqueña en examinar cuestiones de raza, género y homofobia en el contexto de la migración. Este filme (el cual combina elementos de documental con película de ficción) se basa en las experiencias de Negrón-Muntaner como artista y activista lesbiana diásporica puertorriqueña en Filadelfia y tomó cinco años para completar.

## Investigación
Negrón-Muntaner es una investigadora prolífica. Coeditó con Ramón Grosfoguel la antología Puerto Rican Jam: Repensando el colonialismo y el nacionalismo de 1997. En 2004, Negrón-Muntaner publicó Boricua Pop: Puerto Rico y la latinización de la cultura estadounidense (Choice Award 2004), una colección de ensayos que incluía "Jennifer's Butt" (El trasero de Jennifer, sobre las representaciones en los medios de comunicación de Jennifer López), un texto histórico para la discusión de la cultura contemporánea estadounidense popular. El libro también tiene capítulos sobre West Side Story, la sexualidad de Ricky Martin, y Holly Woodlawn, con perspectivas interesantes sobre la homosexualidad puertorriqueña en los Estados Unidos. Negrón-Muntaner también ha editado varios libros adicionales, como Ninguna de las anteriores: los puertorriqueños en la era global (Palgrave, 2007) y Actos soberanos (South End Press, 2009).

## Activismo político
En 1997, Negrón-Muntaner escribió el primer borrador de lo que iba a convertirse en "El Manifiesto de Estadidad Radical," una intervención política que buscaba cambios en las ideas convencionales de la soberanía en el Caribe.

## Activismo en losmedios de comunicaciónlatinos
Negrón-Muntaner también ha contribuido a la creación de programas e instituciones para difundir el trabajo de cineastas e intelectuales latinos. Ella es la fundadora del taller de directores de cine del Miami Light Project, la organizadora y recaudadora de fondos de varias conferencias sobre Puerto Rico y de asuntos latinos, y un miembro fundador y expresidente de NALIP, la Asociación Nacional de Productores Latinos Independientes.
Durante su mandato de tres años como presidenta de la junta de NALIP, Negrón-Muntaner participó activamente en la creación de programas claves de la organización, tales como la conferencia anual, la Academia de Productores Latinos y el Latino Writers Lab. También participó de la transformación de la organización de una operación de inicio con unos pocos cientos de miembros en 1999 hasta convertirse en la organización más importante de productores latinos del país, con más de mil miembros y un presupuesto de 1 millón de dólares.

## Premios
Por su trabajo como académica y directora de cine, Negrón-Muntaner ha recibido becas Ford, Truman, Scripps Howard, Rockefeller, y Pew. Fundaciones importantes y las fuentes de financiación de la televisión pública también han apoyado su trabajo. Por su labor como cineasta, defensora y estudiosa, fue nombrada como uno de los "100 latinos más influyentes en el País" por la revista Hispanic Business en 2005.